# Jeremy Wotherspoon
Jeremy Lee Wotherspoon (* 26. října 1976 Humboldt, Saskatchewan) je kanadský rychlobruslař.
V roce 1995 se poprvé zúčastnil Mistrovství světa juniorů (16. místo), na jaře 1996 začal pravidelně závodit ve Světovém poháru. Na seniorském šampionátu debutoval v roce 1996, kdy nedokončil závod na 500 m na Mistrovství světa na jednotlivých tratích. Prvních velkých úspěchů dosáhl v sezóně 1997/1998. Vyhrál v celkovém hodnocení Světového poháru na tratích 500 m a 1000 m, získal stříbrnou medaili na světovém sprinterském šampionátu, na Mistrovství světa na jednotlivých tratích si na distanci 500 m dobruslil pro bronz a na dvojnásobné trati pro stříbro. Ze Zimních olympijských her 1998 si odvezl stříbro ze závodu na 500 m, dvojnásobnou trať dokončil jako šestý. Do roku 2005 následovaly obdobné úspěchy: celkem sedmkrát zvítězil v celkovém hodnocení Světového poháru na trati 500 m a pětkrát na 1000 m, čtyřikrát vyhrál světový sprinterský šampionát (+ získal další čtyři stříbrné a bronzové medaile) a na světových šampionátech na jednotlivých tratích získal v závodech na 500 m a 1000 m po třech zlatých, stříbrných a bronzových medailích. Na zimní olympiádě 2002 se umístil na 36. místě na pětistovce a na 13. příčce na kilometru. Na ZOH 2006 skončil nejlépe devátý na 500 m, na 1000 m dobruslil jedenáctý. Sezónu 2006/2007 vynechal a po návratu v sezóně 2007/2008 poosmé triumfoval v celkovém pořadí Světového poháru na 500 m. V tomto ročníku také vybojoval stříbro na sprinterském světovém šampionátu a zlato v závodě na 500 m na Mistrovství světa na jednotlivých tratích (na dvojnásobné distanci byl čtvrtý). Kvůli zranění vynechal téměř celou následující sezónu, v dalším ročníku se připravoval na domácí olympijské hry. Na Zimních olympijských hrách 2010 se umístil na devátém (500 m) a čtrnáctém (1000 m) místě a po sezóně 2009/2010 ukončil sportovní kariéru. K rychlobruslení se vrátil v roce 2013 s cílem startovat na ZOH 2014, kam se nicméně neprobojoval.
V roce 2008 obdržel cenu Oscara Mathisena.
Je bratrem rychlobruslařky Danielle Wotherspoonové-Greggové. Jeho žena Kim Wegerová je bývalá rychlobruslařka.